# Montbeliardský skot
Montbeliardský skot, montbeliard, francouzsky montbéliarde, je francouzské plemeno skotu s dvoustrannou užitkovostí. Původem je příbuzné s ostatním evropským červenostrakatým skotem, včetně českého strakatého. Montbeliard je prošlechtěný na produkci mléka vhodného k výrobě sýrů a ve Francii tvoří 14 % veškerého dojeného skotu.

## Historie
Montbeliard patří do skupiny plemen horského strakatého skotu. Zemí původu všech plemen tohoto fylogenetického původu je Švýcarsko, kde vznikl původní bernsko-simentálský skot, červenostrakaté plemeno velkého tělesného rámce. V 18. století se simentálský skot dostal do severovýchodní Francie se členy protestantského hnutí Mennonitů. Ti se usídlili v okolí města Montbéliard, odtud dnešní název plemene. Původní simentálský skot se zde křížil s místním skotem, na rozdíl od červenostrakatého skotu jinde v Evropě byl montbeliard už od počátku šlechtěn s větším důrazem na mléčnou užitkovost pro potřeby sýrařství. Plemenná kniha je vedena od roku 1889.

## Charakteristika
Montbeliardský skot je plemeno středního až velkého tělesného rámce, dospělé krávy dosahují hmotnosti 650–750 kg. Je středně dobře osvalený s jemnou kostrou, hrudník je plošší, prostorný u starších krav. Klouby jsou suché, paznehty dobře utvářené. Vemeno je pravidelné, prostorné, vysoce upnuté s dlouhou základnou. Zvířata jsou přirozeně rohatá, v chovech jsou převážně odrohovaná. Zbarvení je červenostrakaté, končetiny jsou bílé, stejně tak i hlava je bílá, někdy s menšími červenými skvrnami v okolí očí.
Je to plemeno kombinované, maso-mléčné, s poměrem mléčné a masné produkce 70 : 30. Obsah bílkovin v mléce je vysoký, obsah tuku relativně malý. Dobrá je také perzistence laktace. Ve Francii produkovaly krávy v kontrole užitkovosti v roce 2001 5777 kg mléka za laktaci, v roce 2003 7440 kg mléka při průměrném obsahu 3,9 % tuku a 3,4 % bílkoviny. Masná užitkovost je velmi dobrá, srovnatelná se strakatým skotem, konstituce montbeliardů je pevná s dobrým zdravotním stavem, zvířata jsou dlouhověká a mají dobrou schopnost využívat pastvu.
Mimo Francii je montbeliardský skot chován v Belgii, Dánsku, Švýcarsku, Itálii, Německu a v Polsku a vyskytuje se i mimo Evropu. Hlavní oblastí chovu je severovýchodní Francie. Chová se zde pastevním způsobem se sezónním zimním telením k produkci jatečných telat, kříženců masných plemen. Plemeno bylo přechodně zušlechťováno červeným holštýnským skotem a na konci 20. století bylo využito při šlechtění strakatého skotu v Německu, ve Švýcarsku a v České republice.

## Fotogalerie

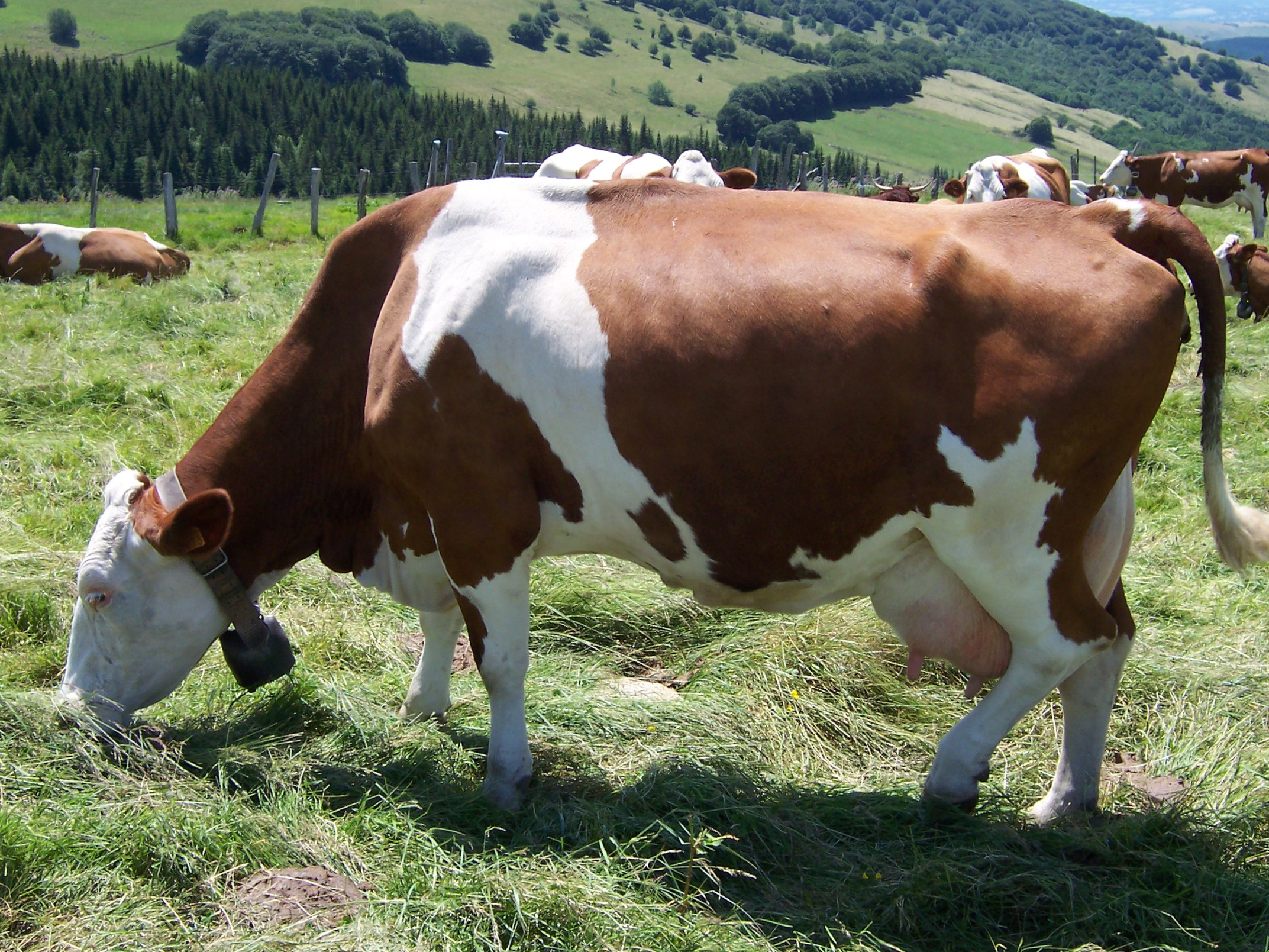
Pasoucí se kráva montbeliardského skotu
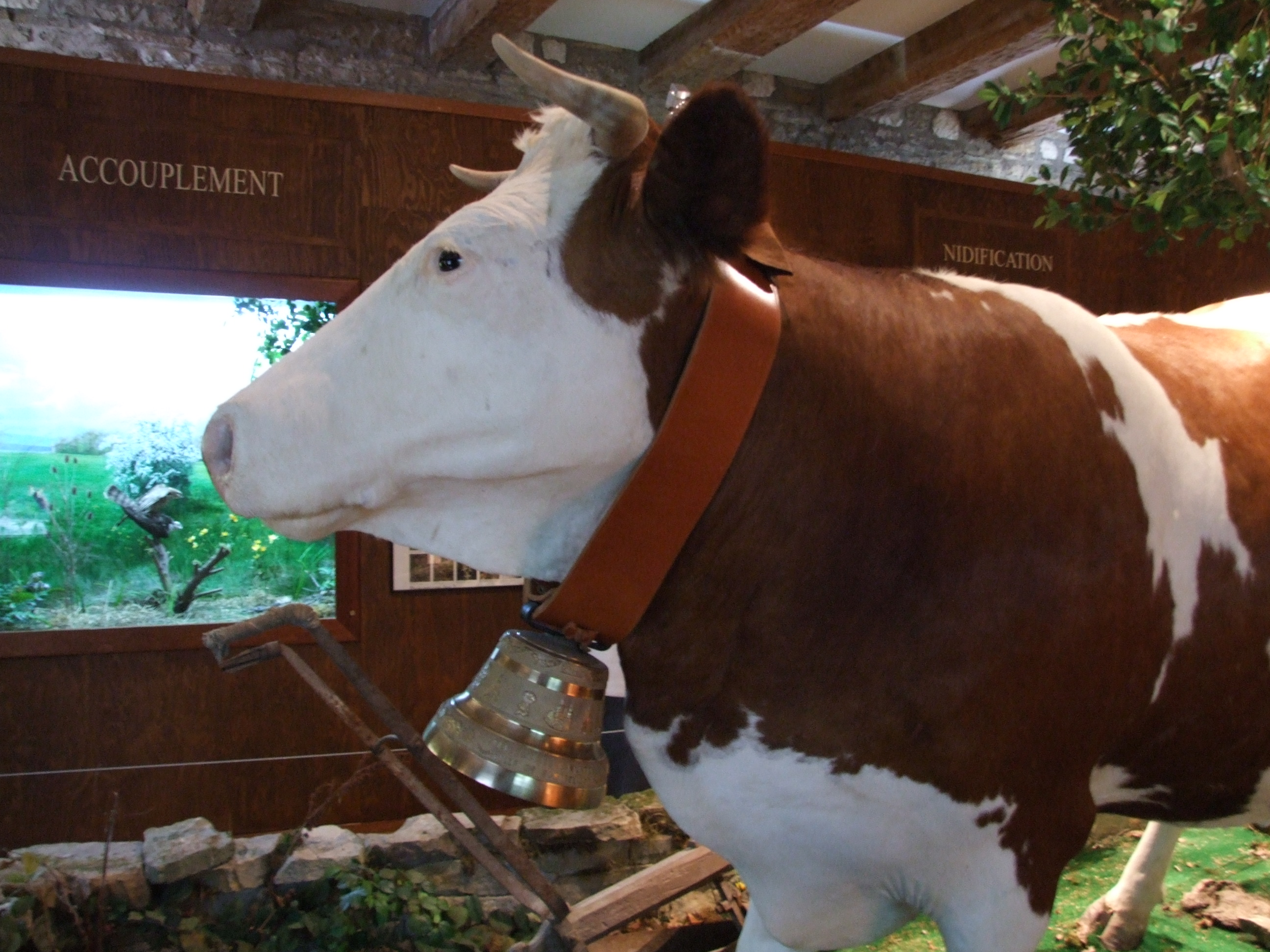
Hlava rohaté krávy
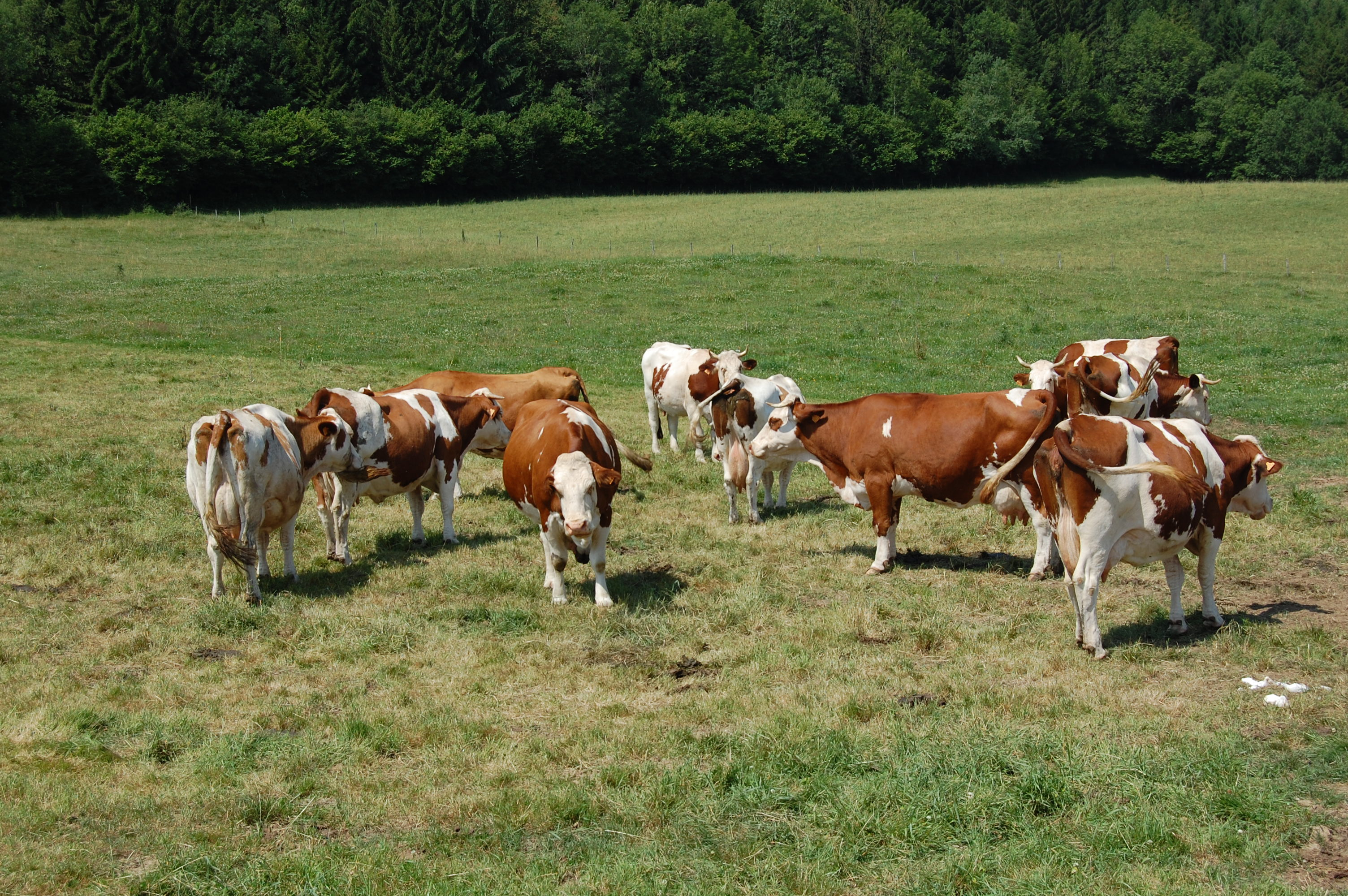
Pasoucí se stádo